# Marokko op de Olympische Winterspelen 2014
Marokko nam deel aan de Olympische Winterspelen 2014 in Sotsji, Rusland. Er namen twee debuterende olympiërs (een man en een vrouw) namens Marokko deel bij de zesde deelname van het land aan de Winterspelen.

## Deelnemers en resultaten
(m) = mannen, (v) = vrouwen 

### Alpineskiën
| Olympiër       | Onderdeel        | Resultaat | Prestatie                                                            |
| -------------- | ---------------- | --------- | -------------------------------------------------------------------- |
| Adam Lamhamedi | reuzenslalom (m) | 47e       | 1e run: 1.29,27 (51e) 2e run: 1.29,96 (48e) totaal: 2.59,23 (+13,94) |
| Adam Lamhamedi | slalom (m)       | DNF       | 1e run: 54,47 (51e) 2e run: niet gefinisht                           |
|                |                  |           |                                                                      |
| Kenza Tazi     | reuzenslalom (v) | 62e       | 1e run: 1.35,27 (69e) 2e run: 1.34,52 (61e) totaal: 3.09,79 (+32,92) |
| Kenza Tazi     | slalom (v)       | 45e       | 1e run: 1.10,19 (56e) 2e run: 1.06,96 (45e) totaal: 2.17,15 (+32,61) |